# Kota (Indien)
Kota auch Kotah (Hindi: कोटा, Koṭā) ist eine Millionenstadt im Osten des indischen Bundesstaats Rajasthan. Sie ist die Hauptstadt des gleichnamigen Distrikts.

## Lage
Kota liegt auf dem Ostufer des Chambal in einer Höhe von etwa 270 m ü. d. M. Die Entfernung zur nördlich gelegenen Hauptstadt Rajasthans, Jaipur; beträgt etwa 250 km (Fahrtstrecke); nach Indore sind es rund 350 km in südlicher Richtung.
Das Klima ist warm und trocken; Regen fällt nahezu ausschließlich in der sommerlichen Monsunzeit.

## Bevölkerung
Offizielle Bevölkerungsstatistiken werden erst seit 1991 geführt und veröffentlicht.
| Jahr      | 1991    | 2001    | 2011      |
| Einwohner | 537.371 | 694.316 | 1.001.694 |

Die Hindi und Urdu sprechende Bevölkerung besteht zu etwa 80,5 % aus Hindus, zu gut 15,5 % aus Moslems und zu ca. 2 % aus Jains; zahlenmäßig kleine Minderheiten bilden Christen, Sikhs, Buddhisten und andere. Wie bei Volkszählungen im Norden Indiens üblich, liegt der männliche Bevölkerungsanteil etwa 10 % höher als der weibliche.

## Wirtschaft
Rund um die Stadt werden in der Hauptsache Baumwolle, Hirse, Weizen, Koriander und Ölsaaten angebaut. Die Stadt selbst dient als Zentrum für Handwerk, Handel und Dienstleistungen aller Art. Wichtigste traditionelle Industriezweige sind die Baumwoll- und Textilverarbeitung sowie die Bearbeitung von Naturstein; seit der Mitte des 20. Jahrhunderts ist auch die Chemieindustrie von Bedeutung. In der näheren Umgebung gibt es mehrere auf Atom- und Wasserkraft sowie auf Thermalwärme basierende Elektrizitätswerke.

## Geschichte
Die Stadt gehörte im Mittelalter zum Einflussbereich der Chauhan-Dynastie von Bundi. Im 17. Jahrhundert übergab der damals regierende Fürst die Stadt an seinen Sohn Madho Singh, der sie im Jahr 1631 mit Zustimmung des Großmoguls Jahangir zu einem eigenen Herrschaftsgebiet erhob, das schon bald Bundi an Macht und Pracht übertraf. Die Herrscher von Kota trugen den Titel Maharao. In der Phase des Niedergangs des Mogulreichs übernahmen die Marathen kurzzeitig die Macht, die zunehmend jedoch von den Briten okkupiert wurde. Mit der Unabhängigkeit Indiens (1947) endete die Herrschaft von Bhim Singh II., des letzten Maharaos von Kota.

## Sehenswürdigkeiten

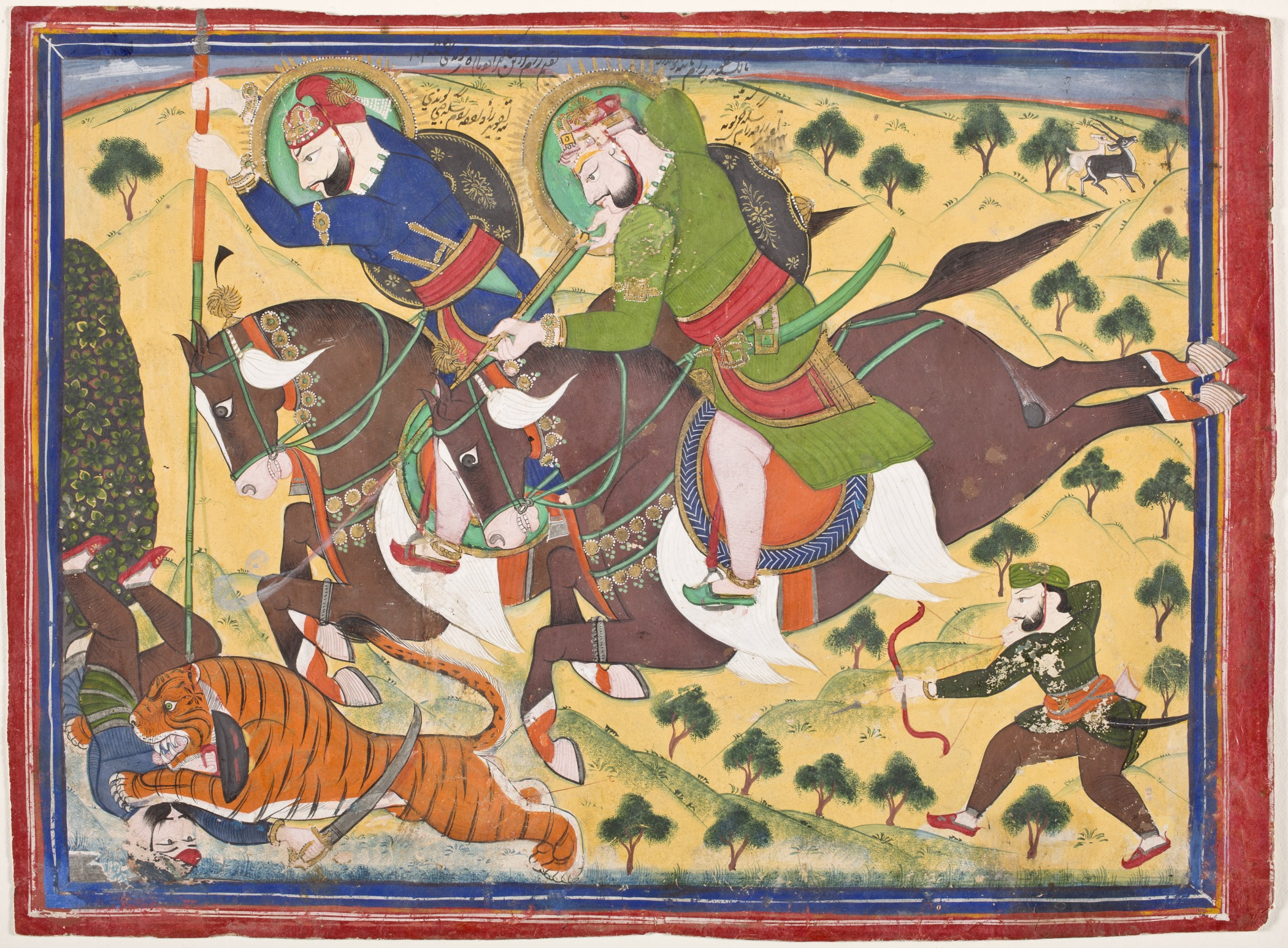
Tigerjagd mit Maharao Ram Singh von Bundi (19. Jh.)

- Wichtigstes Zeugnis der Geschichte Kotas ist der im 17. und 18. Jahrhundert erbaute Stadtpalast (City-Palace), der in seiner Architektur viele Elemente des Mogulstils aufnimmt. Die Decken und Wände des Raj Mahal sind reich mit kleinen Spiegeln und Malereien mit Jagdszenen, erotischen Motiven und mit Themen aus den Legenden um den Hindu-Gott Krishna geschmückt.
- Der im Jahr 1840 erbaute und sich hoch über den Ufern des Chambal erhebende Brijraj Bhawan war lange Zeit eine Residenz der Briten; er dient heute als Hotel.
- Der Umed Bhawan-Palace wurde im Jahr 1904 erbaut und zeigt starke Einflüsse des englischen Kolonialstils.
- Mitten im Kishor-Sagar-See steht der Jagmandir, ein im 18. Jahrhundert erbautes Lustschlösschen mit Pavillons (chhatris) mit Bengalischen Dächern.
- Am Ufer des Sees befindet sich der 7 Wonder's Park mit Miniatur-Repliken des Taj Mahal, der Pyramiden von Gizeh, der Christusstatue von Rio, des Eiffelturms von Paris, des Schiefen Turms von Pisa, der Freiheitsstatue von New York und des Kolosseums von Rom.

Umgebung

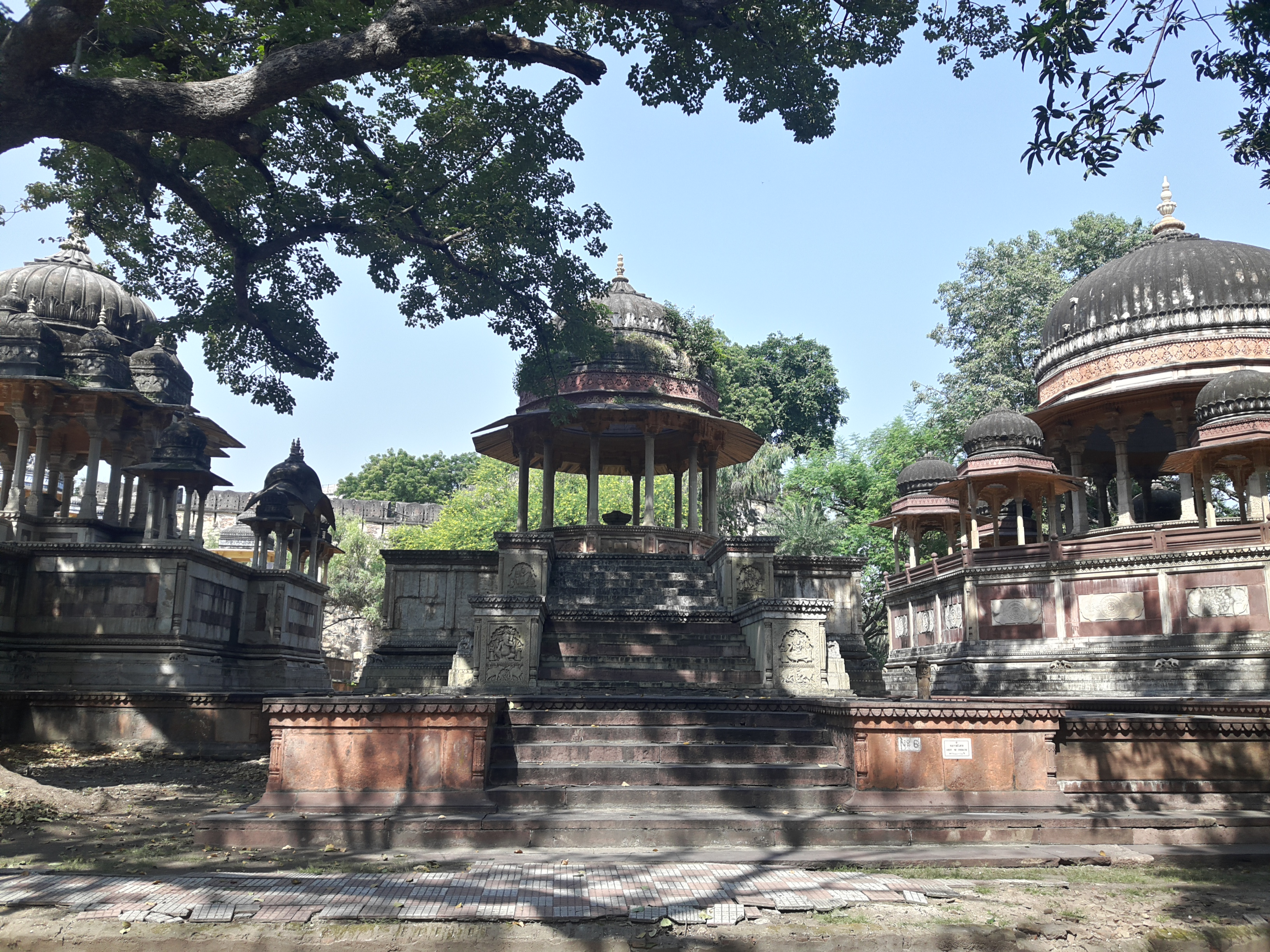
Verbrennungsplatz der Fürsten von Kota

- In einem ummauerten Bezirk etwas außerhalb der Stadt befinden sich die Verbrennungsplätze der verstorbenen Fürsten; der Platz beeindruckt durch seine Stille und zahlreiche Memorialbauten (chhatris).
- Ca. 10 km östlich von Kota liegt der im 8. Jahrhundert zu Ehren des Gottes Shiva erbaute Kansuan-Tempel; er wurde im 16./17. Jahrhundert leicht verändert.
- Ca. 35 km nordwestlich von Kota liegt  Bundi, die Hauptstadt eines ehemaligen Rajput-Fürstentums mit vielen Sehenswürdigkeiten.
- Der nur selten besuchte Tempelkomplex von Baroli stammt aus dem 9. bis 12. Jahrhundert und liegt ca. 50 km südwestlich von Kota.
- Ca. 64 km nördlich von Kota liegt der kleine Ort Ramgarh mit einem schönen Shiva-Tempel aus dem 10. Jahrhundert.
- Südwestlich liegen die Baroli-Tempel.